# Marinho (beach soccer)
Pour les articles homonymes, voir Marinho et Duarte.
Mário Fernando Duarte (né le 22 août 1972), plus connu sous le nom de Marinho, est un joueur de la sélection portugaise de beach soccer. Il joue au poste de défenseur. 

## Palmarès
- Vainqueur de la Coupe latine de beach soccer en 2000
- Vainqueur de la Coupe du monde de beach soccer en 2001
- Vainqueur de la Coupe d'Europe de beach soccer en 2006
- Vainqueur du Championnat d'Europe de beach soccer en 2007